# Liste der Baudenkmale in Ahnsen
In der Liste der Baudenkmale in Ahnsen sind die Baudenkmale der niedersächsischen Gemeinde Ahnsen aufgelistet. Die Quelle der Baudenkmale ist der Denkmalatlas Niedersachsen. Der Stand der Liste ist der 30. Mai 2020.

## Allgemein
In den Spalten befinden sich folgende Informationen:
- Lage: die Adresse des Baudenkmales und die geographischen Koordinaten. Kartenansicht, um Koordinaten zu setzen. In der Kartenansicht sind Baudenkmale ohne Koordinaten mit einem roten Marker dargestellt und können in der Karte gesetzt werden. Baudenkmale ohne Bild sind mit einem blauen Marker gekennzeichnet, Baudenkmale mit Bild mit einem grünen Marker.
- Bezeichnung: Bezeichnung des Baudenkmales
- Beschreibung: die Beschreibung des Baudenkmales. Unter § 3 Abs. 2 NDSchG werden Einzeldenkmale und unter § 3 Abs. 3 NDSchG Gruppen baulicher Anlagen und deren Bestandteile ausgewiesen.
- ID: die Objekt-ID des Baudenkmales
- Bild: ein Bild des Baudenkmales, ggf. zusätzlich mit einem Link zu weiteren Fotos des Baudenkmals im Medienarchiv Wikimedia Commons. Wenn man auf das Kamerasymbol klickt, können Fotos zu Baudenkmalen aus dieser Liste hochgeladen werden:

## Ahnsen
| Lage                                                      | Bezeichnung                                                                  | Beschreibung             | ID       | Bild |
| --------------------------------------------------------- | ---------------------------------------------------------------------------- | ------------------------ | -------- | ---- |
| Am Harrl, Ahnsen 52° 15′ 2″ N, 9° 6′ 5″ O                 | Gedenkstätte                                                                 | Kriegerdenkmal           | 36228009 | BW   |
| An der Aue 11, Ahnsen 52° 15′ 37″ N, 9° 5′ 52″ O          | Wohn-/Wirtschaftsgebäude                                                     |                          | 36228101 | BW   |
| Neumühlener Straße 9, Ahnsen 52° 15′ 9″ N, 9° 6′ 8″ O     | Wassermühle und Wehr Neumühlenstr. 9                                         | Baudenkmalgruppe         | 36217569 | BW   |
| Neumühlener Straße 9, Ahnsen 52° 15′ 9″ N, 9° 6′ 8″ O     | Wohnhaus. (Baudenkmalgruppe: Wassermühle und Wehr Neumühlenstr. 9)           |                          | 36228079 | BW   |
| Neumühlener Straße 9, Ahnsen 52° 15′ 8″ N, 9° 6′ 8″ O     | Mühle (Baukomplex). (Baudenkmalgruppe: Wassermühle und Wehr Neumühlenstr. 9) |                          | 36227852 | BW   |
| Neumühlener Straße 9, Ahnsen 52° 15′ 8″ N, 9° 6′ 8″ O     | Turbinenhaus. (Baudenkmalgruppe: Wassermühle und Wehr Neumühlenstr. 9)       | Wassermühle Schönbier    | 36228121 | BW   |
| Neumühlener Straße 9, Ahnsen 52° 15′ 8″ N, 9° 6′ 8″ O     | Wasserführung. (Baudenkmalgruppe: Wassermühle und Wehr Neumühlenstr. 9)      | Wassermühle Schönbier    | 36228171 | BW   |
| Neumühlener Straße 9, Ahnsen 52° 15′ 8″ N, 9° 6′ 9″ O     | Sägewerk. (Baudenkmalgruppe: Wassermühle und Wehr Neumühlenstr. 9)           |                          | 36228054 | BW   |
| Obernkirchener Straße 4, Ahnsen 52° 15′ 8″ N, 9° 6′ 23″ O | Wohn-/Wirtschaftsgebäude                                                     | im Süden des Grundstücks | 36227879 | BW   |
| Theodor-Heuss-Straße 1, Ahnsen 52° 15′ 14″ N, 9° 6′ 2″ O  | Wohn-/Wirtschaftsgebäude                                                     | im Süden des Grundstücks | 36227903 | BW   |
| Vehler Straße 10, Ahnsen 52° 15′ 32″ N, 9° 5′ 47″ O       | Wohn-/Wirtschaftsgebäude                                                     | westl. (Haupthaus)       | 36227923 | BW   |
| Vehler Straße 20, Ahnsen 52° 15′ 38″ N, 9° 5′ 46″ O       | Hofanlage Vehler Straße 20                                                   | Baudenkmalgruppe         | 36215122 | BW   |
| Vehler Straße 20, Ahnsen 52° 15′ 37″ N, 9° 5′ 44″ O       | Scheune. (Baudenkmalgruppe: Hofanlage Vehler Straße 20)                      |                          | 36228218 | BW   |
| Vehler Straße 20, Ahnsen 52° 15′ 38″ N, 9° 5′ 46″ O       | Remise. (Baudenkmalgruppe: Hofanlage Vehler Straße 20)                       |                          | 36228240 | BW   |
| Vehler Straße 20, Ahnsen 52° 15′ 38″ N, 9° 5′ 48″ O       | Speicher (Bauwerk). (Baudenkmalgruppe: Hofanlage Vehler Straße 20)           |                          | 36228262 | BW   |
| Vehler Straße 20, Ahnsen 52° 15′ 39″ N, 9° 5′ 46″ O       | Wohn-/Wirtschaftsgebäude. (Baudenkmalgruppe: Hofanlage Vehler Straße 20)     |                          | 36228196 | BW   |
| Widdenser Weg 1, Ahnsen 52° 15′ 7″ N, 9° 5′ 30″ O         | Torpfeiler                                                                   | im Süden des Grundstücks | 36227989 | BW   |